# Archeologická lokalita

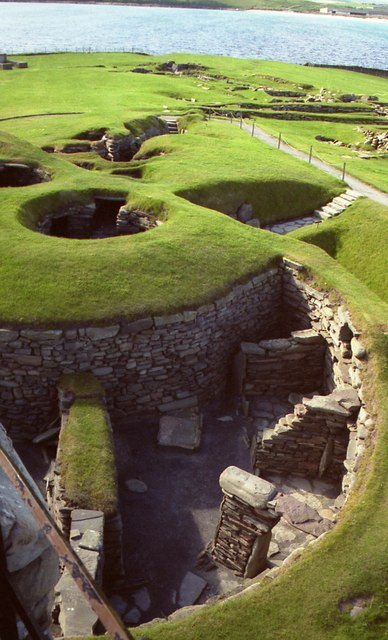
Archeologická lokalita Jarlshof na Shetlandských ostrovech

Archeologická lokalita či naleziště je prostor, kde byly zachyceny archeologické nálezy. Nejčastěji jsou lokality zachyceny destruktivním archeologickým výzkumem, tj. vykopávkami. Existuje však i velké množství lokalit vykopávkami dosud nezasažených. Tyto lokality jsou registrovány a v hojném počtu objevovány zejména díky využití nedestruktivních metod. V současné době se v evropské archeologii prosadil trend chránit dosud neprokopané lokality jako archeologické dědictví in-situ pro budoucí generace a uplatňovat k jejich výzkumu ve zvýšené míře právě nedestruktivní postupy.
Archeologické lokality nejsou omezeny časově, prostorově ani funkčně, záleží pouze na zaměření archeologického výzkumu a archeologa. Jakékoliv místo poznamenané lidskou činností lze považovat za naleziště. Lokalitou proto může být velmi rozsáhlé pravěké pohřebiště stejně jako malá horská bouda nebo továrna z 20. století.
Při současném prosazování tak zvané krajinné archeologie je označení lokalita či naleziště v teoretické rovině opouštěno. V minulosti totiž byla lidmi využívána celá širší krajina a sídla od sebe nedělil prázdný prostor. K vesnici, která se při archeologickém výzkumu projeví jako "lokalita", patřila i pole, pastviny nebo lesní porosty a podobně. To vše, včetně vodních toků, bylo lidmi poměrně intenzivně využíváno, avšak archeologický výzkum zde zachytí jen minimum nálezů nebo vůbec nic. Pro tato „nenaleziště“ se často používá anglický termín off-site.